# Персей звільняє Андромеду
«Персей звільняє Андромеду» або «Звільнення Андромеди» — картина П’єро ді Козімо, створена в епоху італійського Відродження. Картина була високо оцінена критиками та істориками мистецтва за її естетичну, космологічну та політичну значимість. Картина є відтворенням міфу про Персея, напівбога, який вбиває морське чудовисько і рятує прекрасну Андромеду. В основу картини покладено історію, створену давньоримським письменником Овідієм у «Метаморфозах». Теми картини включають платонічне кохання, ідеальну красу, шлюб і природну красу. Картина містить портрети членів родини Медічі та багатьох представників вищого правлячого класу Флоренції як персонажів історії про звільнення Персеєм Андромеди. Картина зберігається в музеї Уффіці у Флоренції.

## Міфологічне джерело
Ця картина пов’язана з історією напівбога Персея та Андромеди. Персею було пророковано вбити Акріса, царя Аргосу. Через це передбачення Акрис відправляє Данаю, матір Персея, у в'язницю, щоб зберегти її незайманою. Однак Зевс з’являється перед нею у в’язниці і запліднює її Персеєм, який народжується напівбогом, мати якого — людина, а батько — Бог, Зевс. Після народження Персея його ув'язнюють у ящику разом із матір'ю і кидають в океан. Вони залишаються в коробці 19 днів, зрештою їх рятують рибалки, обидва живі. Персей виріс на сусідньому острові та нічого не знає про своє минуле. Одного разу цар острова влаштовує бенкет, під час бенкету Персей ображає його, і цар каже йому, що якщо він хоче залишитися в живих, він повинен принести йому голову Медузи. Після того, як Персей вбиває Медузу, повертаючись додому, він бачить Андромеду та її матір, прив’язаних до скелі, і він летить вниз і вбиває морське чудовисько, рятуючи Андромеду. Зрештою Персей одружується з Андромедою . Картина заснована на одній історії із збірки «Метаморфози», написаній давньоримським письменником Овідієм. 

## Символичність
Андромеда розглядається як ідеальна скульптурна краса. На картинах, що представляють цей міф, її іноді зображають у вигляді статуї. Зображення Андромеди на схилі гори, яку ось-ось поглине морське чудовисько, уособлює ідеальну красу. Андромеда здається настільки нерухомою і прекрасною, що здається скульптурою, аж доки її волосся не ворушилось від вітру. Тоді Персей розуміє, що вона насправді реальна людина. Символізм Персея, який звільняє Андромеду, також є зображенням платонічної любові на відміну від Фінея, який перетворився на камінь через свою жагу до Андромеди. Медуза також уособлює хтивість і спокуси.

## Тема
Однією з тем картини є шлюб. Картина «Персей, що звільняє Андромеду» демонструє, що любов перемагає все; через кохання Персея до Андромеди. Він навіть перемагає монстрів і суперників-людей. Персей звільняє Андромеду також натякає на шлюб, тому що напівбог просить руки Андромеди. Сцена, коли Персей подає руку Андромеди, уособлює тактильну чуттєвість і натуралістичну красу. Історія про звільнення Персеєм Андромеди — це історія природи та ідеальної краси скульптури, оскільки пізніше художники порівнювали зв’язок між природною красою та ідеальною красою скульптури. Скульптури «Персей, що звільняє Андромеду» показують досконалість скульптурної техніки та життєву схожість картин. Взірець скульптури та живопису епохи Відродження очевидний у картині «Персей, що звільняє Андромеду». Коли Персей вперше побачив Андромеду, зв’язану мотузками, яку збиралося з’їсти морське чудовисько, Персей подумав, що вона була статуєю. Лише те, що її волосся ворухнулося від вітерця, він зрозумів, що вона не просто скульптура, а справжня людина, і відразу закохався в неї.  Це показує, як скульптуру можна вважати ідеальним видом мистецтва. 

## Історичний контекст
Картину високо оцінили історики мистецтва та мистецтвознавці, оскільки вона має естетичний, космологічний і політичний підтекст. Вона також точно зображує класичні історії, зосереджуючись на темі краси. З точки зору політичних характеристик, картина містить багато сучасних сановників, таких як Філіппо Строцці Молодший і Лоренцо Медічі, майбутній герцог Урбіно. Строцці зображений як людина з білим тюрбаном у правому куті картини. Він нібито Цефей. Передбачається, що на портреті Лоренцо Медічі зображений Персеєм. П’єро ді Козімо підписує картину, зображуючи і себе в образі літнього чоловіка, що стоїть обличчям до глядача. Зображення морського чудовиська на картині є натяком на повернення родини Медічі до влади у Флоренції. Джорджіо Вазарі високо оцінив картину за чудове використання кольору та зображення оригінального морського чудовиська таким чином, як ніхто ще не робив до нього. 

### Поточне місцезнаходження
Зараз картина виставлена в Галереї Дельї Уффіці у Флоренції. У галереї Уффіці картина розміщена в зоні, яка розповідає про часи Ренесансу, коли відбувалися дискусії про сильні сторони живопису та скульптури. У цій галереї є багато скульптур, і розміщення «Персея, що звільняє Андромеду» додає аргументів щодо того, чи є живопис потужнішим видом мистецтва, ніж скульптура. 

## Зовнішні посилання
- Fossi, Gloria (2001). Galleria degli Uffizi - Arte storia collezioni. Giunti. с. 202.